# Auslandseinsätze der deutschen Polizei
Traditionell ist die deutsche Polizei ausschließlich zur Wahrung von Sicherheit und Ordnung innerhalb der Bundesrepublik konzipiert. Dies ist auch entsprechend gesetzlich geregelt. In den letzten Jahren kamen zu diesen bisher gesetzlich geregelten Tätigkeiten allerdings auch Auslandseinsätze der deutschen Polizei hinzu. Die teilweise kritisierte Begründung hierfür lautet, dass Deutschland eine weltpolitische Verantwortung zur Schaffung humanitärer Lebensbedingungen sowie zur Hilfeleistung in Krisenregionen und zur Verhinderung von Mord, Vertreibung und Menschenrechtsverletzungen habe.
166 deutsche Beamte sind im August 2020 weltweit in insgesamt 19 internationalen Polizeimissionen im Einsatz (inklusive FRONTEX und dem bilateralen Abkommen mit Afghanistan).

## Diskurs
Umstritten ist, ob das bundesdeutsche Engagement im Rahmen des internationalen Krisenmanagements auch tatsächlich zur Wahrung innenpolitischer Interessen beiträgt. Die Debatte ähnelt der aufgeflammten Diskussion darüber, ob die Bundesrepublik durch Bundeswehrsoldaten tatsächlich durch die deutsche Beteiligung am Krieg in Afghanistan „am Hindukusch verteidigt“ werden könne, was von Politikern sowohl benannt als auch bestritten wurde.
Die Befürworter der Einsätze argumentieren, durch die Stabilisierung nationaler und internationaler Sicherheit würden zudem weltweite Flüchtlingsströme verhindert, Flüchtlingen wird die Rückkehr in ihre Heimat ermöglicht. Außerdem diene die Stärkung des Rechtsstaates und der Zivilgesellschaft in den betroffenen Ländern letztlich auch der Bekämpfung grenzüberschreitender, organisierter Kriminalität, die sich fehlende rechtsstaatliche Strukturen in ehemaligen Kriegs- und Krisengebieten für ihre eigenen Zwecke zu Nutzen macht.

## Einsätze

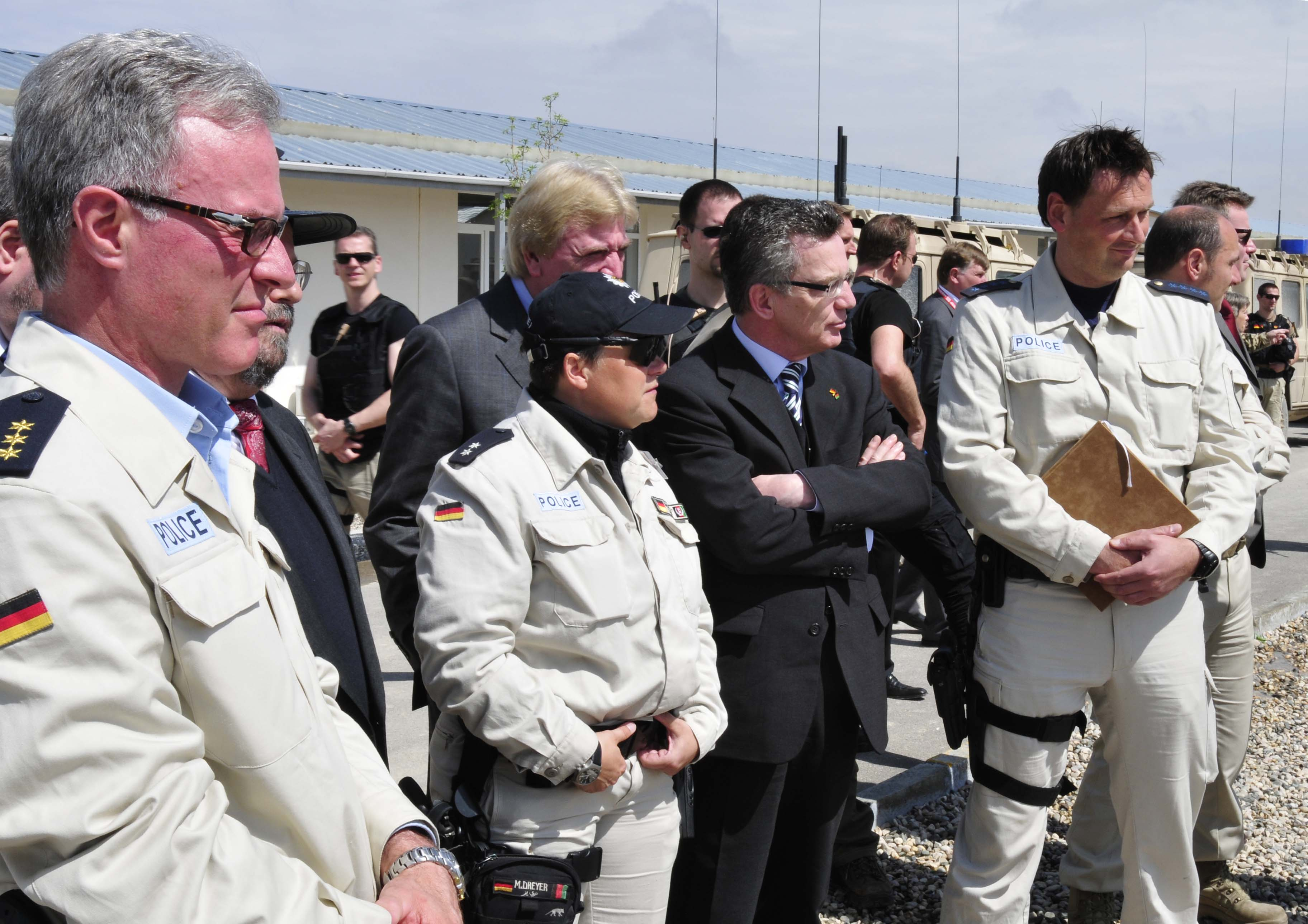
Deutsche Polizisten in Afghanistan

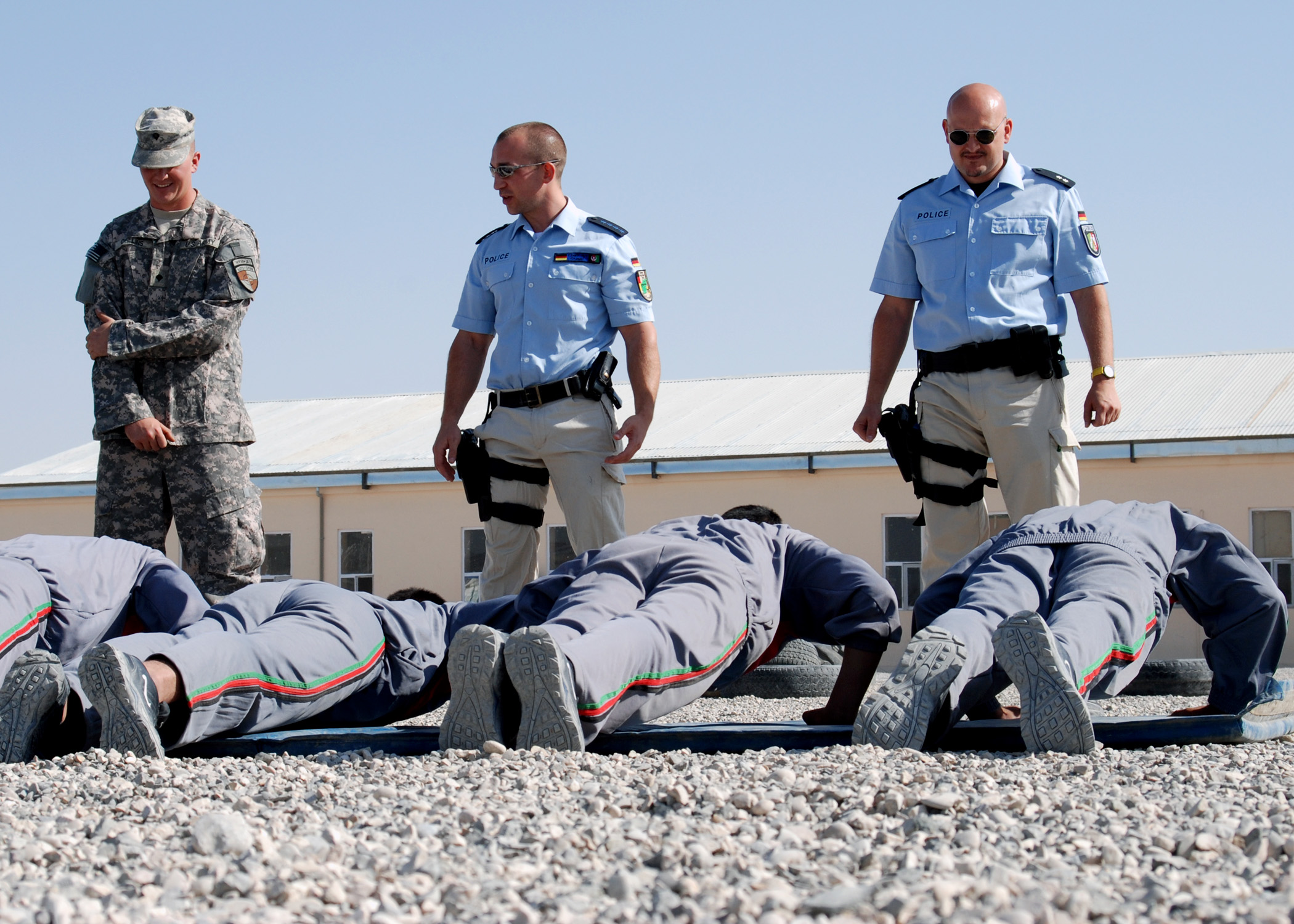
Deutsche Polizisten bei der Ausbildung afghanischer Sicherheitskräfte

Seit August 1989 nehmen deutsche Polizisten an Auslandseinsätzen teil. Die ersten Bundesgrenzschutz-Beamten wurden im Rahmen der UNTAG in Namibia eingesetzt. Nach Einsätzen in Kambodscha (UNTAC 1992), der Westsahara (MINURSO 1993) und auf der Donau (WEU Danube 1993) traten auch deutsche Polizisten der Landespolizeien am 13. Oktober 1994 erstmals einen Einsatz im Ausland an. Sie unterstützten den deutschen WEU-Administrator Hans Koschnick bei seiner Mission in der Stadt Mostar während des Bürgerkrieges in Bosnien und Herzegowina.
Schwerpunktmäßig sind deutsche Polizisten auf dem Balkan (Bosnien und Herzegowina: WEU Mostar Administration, UNMIBH und EUPM; Albanien: WEU MAPE; Kroatien: OSCE PMG; Kosovo: OSCE KVM, UNMIK; Mazedonien: EU PROXIMA), aber auch in Georgien (UNOMIG), Afghanistan German Police Project Team (GPPT) und Liberia (UNMIL) sowie im Sudan (Darfur und Südsudan) mehr als 4.300-mal zum Einsatz gekommen. Viele Polizisten haben bis heute zum wiederholten Male an Auslandseinsätzen teilgenommen.
Im Krieg gegen den Terror treten deutsche Polizeikräfte bei ausländischen europäischen Sportgroßveranstaltungen auf. Rechtsgrundlage ist der Leitfaden für die Zusammenarbeit zwischen Mitgliedstaaten zur Vermeidung von Terroranschlägen bei den Olympischen Spielen und anderen vergleichbaren Sportveranstaltungen des Europäischen Rates. Dort agieren sie ohne Hoheitsrechte. Gleiches galt für ausländische Polizeikräfte während der Fußball-Weltmeisterschaft 2006 (vgl. auch Antwort auf eine Kleine Anfrage im Bundestag). Nach Medienberichten sollen ausländische Polizisten Hoheitsrechte erhalten.
Mit Stand 23. August 2020 waren insgesamt 166 Beamte, davon 73 Beamte des Bundes und  93 Polizeivollzugsbeamte der Bundesländer im Auftrag von FRONTEX, der Vereinten Nationen, der Europäischen Union und der Organisation für Sicherheit und Zusammenarbeit in Europa (OSZE) eingesetzt. In den Einsatzgebieten Bosnien und Herzegowina, Mazedonien, Afghanistan, Kosovo, Georgien, Liberia und im Sudan sind sie fester Bestandteil der friedenssichernden und -erhaltenden UN-Missionen oder engagieren sich im Rahmen des Zivilen Krisenmanagements der EU. Am 13. und 18. Juli wurden die bei UNMISS beteiligten deutschen Polizisten auf Grund der Sicherheitslage ausgeflogen. Als Reaktion luden die Vereinten Nationen Deutschland aus der Mission aus. Das traditionell stärkste Landeskontingent im German Police Contingent (GEPOLCON) stellt Nordrhein-Westfalen.
| Nr. | Staat                                                                         | Name der Mission                            | Eingesetzte Polizisten                    | Beginn der Mission | Mandatende         |
| --- | ----------------------------------------------------------------------------- | ------------------------------------------- | ----------------------------------------- | ------------------ | ------------------ |
| 1   | Palästina                                                                     | EUBAM Rafah                                 | 0 Polizeivollzugsbeamter                  | November 2005      | 30. Juni 2021      |
| 2   | Palästina                                                                     | EUPOL COPPS                                 | 0 Polizeivollzugsbeamter                  | Januar 2006        | 30. Juni 2021      |
| 3   | Sudan (Darfur)                                                                | UNAMID                                      | 2 Polizeivollzugsbeamte                   | Januar 2008        | 31. Dezember 2020  |
| 4   | Georgien                                                                      | EUMM Georgien                               | 10 Polizeivollzugsbeamte                  | Oktober 2008       | 14. Dezember 2020  |
| 5   | Afghanistan                                                                   | GPPT German Police Project Team (bilateral) | 20 Polizeivollzugsbeamte                  | April 2002         | 30. April 2021     |
| 6   | Moldau / Ukraine                                                              | EUBAM Moldova                               | 3 Zollbeamte / 2 Polizeivollzugsbeamte    | November 2005      | 30. November 2021  |
| 7   | Kosovo                                                                        | UNMIK                                       | 3 Polizeivollzugsbeamte                   | Juli 1999          | nicht festgelegt   |
| 8   | Kosovo                                                                        | EULEX Kosovo                                | 11 Polizeivollzugsbeamte                  | Juni 2008          | 14. Juni 2021      |
| 9   | Liberia                                                                       | UNMIL                                       | 5 Polizeivollzugsbeamte (Stand März 2014) | November 2004      | März 2018          |
| 10  | Mali                                                                          | MINUSMA                                     | 10 Polizeivollzugsbeamte                  | Juli 2013          | Juni 2021          |
| 11  | Ukraine                                                                       | OSCE SMM                                    | 0 Polizeivollzugsbeamte                   | März 2014          | 31. März 2021      |
| 12  | Ukraine                                                                       | EUAM Ukraine                                | 2 Polizeivollzugsbeamte                   | Juli 2014          | 31. Mai 2021       |
| 13  | Irak                                                                          | EUAM Irak                                   | 3 Polizeivollzugsbeamte                   | November 2017      | 30. April 2022     |
| 14  | Mali                                                                          | EUCAP Sahel Mali                            | 0 Polizeivollzugsbeamter                  | Januar 2015        | 14. Januar 2021    |
| 15  | Niger                                                                         | EUCAP Sahel Niger                           | 2 Polizeivollzugsbeamte                   | Dezember 2016      | 30. September 2022 |
| 16  | Libyen                                                                        | EUBAM Libyen                                | 0 Polizeivollzugsbeamte                   | Februar 2013       | 30. Juni 2021      |
| 17  | Haiti                                                                         | MINUJUSTH                                   | 0 Polizeivollzugsbeamte                   | Oktober 2017       | 15. Oktober 2019   |
| 18  | Somalia                                                                       | UNSOM                                       | 3 Polizeivollzugsbeamte                   | Mai 2016           | 31. August 2021    |
| 19  | Griechenland, Italien, Bulgarien, Ungarn, Spanien, Zypern, Georgien, Albanien | FRONTEX                                     | 340 Polizeivollzugsbeamte                 | November 2015      | nicht festgelegt   |
| 20  | Südsudan                                                                      | UNMISS                                      | 0 Polizeivollzugsbeamte                   | seit Juli 2011     | 15. März 2021      |

## Arbeitsschwerpunkte
Multikulturelle Kompetenz, Charakterstärke, Teamfähigkeit, hohe Einsatzbereitschaft, Selbstmanagement und diplomatisches Geschick sind die Grundvoraussetzungen für die deutschen Polizisten in internationalen Friedenseinsätzen. Die bundesweit zwei ausgewiesenen Trainingsstandorte für polizeiliche Auslandsverwendungen in Lübeck (Bundespolizei) und Brühl (Landesamt für Aus- und Fortbildung und Personalangelegenheiten – LAFP) tragen diesen Umständen durch eine gezielte Einsatzvorbereitung besondere Rechnung.
Je nach Missionsmandat ergeben sich für die deutschen Polizisten unterschiedliche Aufgabenschwerpunkte. Ein Exekutivmandat übten sie exklusiv im Kosovo, im Rahmen der United Nation Interim Administration Mission in Kosovo (UNMIK) aus. Die Beratung, Unterstützung und Überwachung des Aufbaus der lokalen Polizeiorganisationen steht normalerweise im Fokus der internationalen Gemeinschaft. Eine funktionierende, nach demokratischen Grundsätzen operierende, verlässliche und vertrauenswürdige Polizeiorganisation ist für die Stabilität und die Rekonstruktion eines Post-Konflikt-Gebietes von essentieller Bedeutung.
Bei der Ausrüstung von Beamten der deutschen Polizei im Auslandseinsatz sind einige Besonderheiten zu beachten, so ist die Verwendung der Polizei-Einsatz-Patrone nach der Genfer Konvention und der Haager Landkriegsordnung in Kriegs- und Bürgerkriegsgebieten nicht erlaubt. Als permanente Ausrüstung sind Schutzwesten Schutzklasse 4 und Feld- und Biwakausrüstung für Überlandeinsätze notwendig und bei diesen mitzuführen.

## Belastungen
Die Einsatzdauer beträgt für die deutschen Polizisten grundsätzlich bis zu 12 Monaten. Für besondere Funktionen ist eine Einsatzverwendung, die von vornherein mehr als 12 bis zu 24 Monate betragen soll, möglich, sofern die AG IPM dies für das jeweilige Missionsgebiet beschlossen hat. In den Einsätzen tragen sie deutsche Uniformen, an denen zusätzlich eine Deutschlandflagge und die Hoheitssymbole der Mandatsgeber angebracht werden.
Besonders die europäischen Polizisten werden in den Missionsgebieten mit belastenden Arbeits- und Lebensbedingungen konfrontiert, die mit den nationalen einheimischen Verhältnissen nicht vergleichbar sind. In der Regel ist die Infrastruktur des Einsatzgebietes zerstört. Die deutschen Polizisten sind im Gegensatz zu den Bundeswehrsoldaten nicht in Gemeinschaftsunterkünften oder Feldlagern untergebracht. Durch Selbstmanagement organisieren sie ihre Unterkünfte für die Einsatzdauer auf dem jeweiligen „freien Wohnungsmarkt“. Engpässe bei der Wasser-, Gas- und Stromversorgung sind so die Regel. Umwelt- und Luftverschmutzung, ein chaotischer Straßenverkehr, hohe Gewaltbereitschaft und Kriminalitätsraten, sowie die Tragödien durch Elend und Vertreibung sind alltägliche und allgegenwärtige Stressoren. Bei der Neuorganisation der häufig korrupten und in der Regel nicht nach rechtsstaatlichen Grundsätzen agierenden Polizeiorganisationen in den jeweiligen Einsatzgebieten stehen deutsche Polizisten immer wieder im Brennpunkt innerstaatlicher Spannungen, ethnischer, religiöser und sozialer Konflikte.
In Einsatzgebieten mit erhöhter Anschlaggefahr und in Bürgerkriegsgebieten wie in Afghanistan sind Polizisten von Einsatzmissionen auch zum Teil in den Feldlagern der Bundeswehr untergebracht und werden über die Versorgungseinrichtungen der Bundeswehr versorgt und betreut.

## Belege
1. ↑  Bundespolizei - Internationale Aufgaben - Internationale Polizeimissionen der Bundespolizei. Archiviert vom Original (nicht mehr online verfügbar) am 19. September 2020; abgerufen am 31. August 2020.  Info: Der Archivlink wurde automatisch eingesetzt und noch nicht geprüft. Bitte prüfe Original- und Archivlink gemäß Anleitung und entferne dann diesen Hinweis.
2. 1 2  bundespolizei.de
3. 1 2  tagesschau.de: Das falsche Signal zur falschen Zeit (Memento vom 22. Juli 2016 im Internet Archive)
4. 1 2  Polizei- und Zolleinsätze im Ausland (Stand: erstes und zweites Quartal 2020). (PDF) In: BT-Drs. 19/21625, S. 3 f. Abgerufen am 22. November 2020.
5. ↑  Polizei- und Zolleinsätze im Ausland (Stand: erstes und zweites Quartal 2014). (PDF) In: BT-Drs. 18/1321, S. 2 f. Abgerufen am 22. November 2020.
6. ↑  minujusth.unmissions.org
7. ↑  un.org
8. ↑  unmiss.unmissions.org
9. ↑  Bundespolizei - Internationale Aufgaben - Internationale Polizeimissionen der Bundespolizei. Archiviert vom Original (nicht mehr online verfügbar) am 19. September 2020; abgerufen am 31. August 2020.  Info: Der Archivlink wurde automatisch eingesetzt und noch nicht geprüft. Bitte prüfe Original- und Archivlink gemäß Anleitung und entferne dann diesen Hinweis.